# Лар (Гунсрюк)
Лар (нім. Lahr) — громада в Німеччині, розташована в землі Рейнланд-Пфальц. Входить до складу району Рейн-Гунсрюк. Складова частина об'єднання громад Кастеллаун.
Площа — 3,60 км2. Населення становить 169 ос. (станом на 31 грудня 2020).